# Слово о драконе
«Слово о драконе» — научно-фантастический цикл российского писателя Павла Шумила. Первая книга цикла, «Одинокий дракон», в 1999 году была удостоена премии Звёздный мост как лучший дебютный роман. В 2000 году эта книга заняла 2-е место на фестивале фантастики «АЭЛИТА — 2000» в номинации «Старт».

## Состав цикла
Трилогия «Слово о драконе»
- «Одинокий дракон» (роман; 11.1994 — 03.1995)
- «Последний Повелитель» (роман; 03.1995 — 05.1995)
- «Давно забытая планета» (роман; 16.07.1995 — 03.12.1995)

«Дракон замка Конгов» (роман; 12.05.1996 — 03.11.1997)
Дилогия «Мрак»
- «Стать Драконом» (роман; 30.01.1996 — 08.04.1996)
- «Осколки Эдема» (роман; 31.05.1996 — 03.11.1996)

«Иди, поймай свою звезду» (роман; 31.05.1996 — 28.06.1997)
«К вопросу о смысле жизни» (рассказ; 25.01.1997 — 28.01.1997)
Дилогия «Караван мертвецов»
- «Караван мертвецов» (роман; 02.02.1997 — 22.03.1997)
- «Адам и Ева — 2» (роман; 12.03.1998 — 01.05.1998)

«Долг перед видом» (роман; 28.05.1997 — 15.02.1998)

## Издание
В 1999 году издательством «Центрполиграф» были изданы некоторые книги цикла: «Одинокий дракон» («Слово о драконе», «Последний повелитель», ISBN 5-227-00299-1), «Дракон замка Конгов» («Давно забытая планета», «Дракон замка Конгов», ISBN 5-227-00327-0), «Стать драконом» («Стать драконом», «Осколки Эдема», ISBN 5-227-00353-X), «Караван мертвецов» («Иди поймай свою звезду», «Караван мертвецов», «Адам и Ева — 2», ISBN 5-227-00451-X).
Последнее издание было выпущено издательством «Центрполиграф», по сообщению автора, незаконно.